# 251
251（二百五十一、にひゃくごじゅういち）は自然数、また整数において、250の次で252の前の数である。

## 性質
- 251は54番目の素数である。1つ前は241、次は257。
  - 約数の和は252。
    - 約数の和が回文数になる22番目の数である。1つ前は244、次は271。(オンライン整数列大辞典の数列 A028980)
- オイラーの示した素数を導く式 n2 + n + 41 で導き出せる15番目の素数である。1つ前は223、次は281。
- 251 = 251 + 0 × ω = 251 + 0 × i (ωは1の虚立方根、iは虚数単位)
  - a + 0 × ω (a > 0) で表される28番目のアイゼンシュタイン素数である。1つ前は239、次は257。
  - a + 0 × i (a > 0) で表され29番目のガウス素数である。1つ前は239、次は263。
  - ガウス素数かつアイゼンシュタイン素数である14番目の素数。1つ前は239、次は263。
- 18番目のソフィー・ジェルマン素数である。1つ前は239、次は281。
- 15番目の 8n + 3 型の素数であり、この類の素数は x2 + 2y2 と表せるが、251 = 32 + 2 × 112 である。1つ前は227、次は283。
- 25…51 の形の最小の素数である。次は2551。(オンライン整数列大辞典の数列 A101961)
- 251 = 13 + 53 + 53 = 23 + 33 + 63
  - 3つの正の数の立方数の和で表せる34番目の数である。1つ前は244、次は253。(オンライン整数列大辞典の数列 A003072)
  - 3つの正の数の立方数の和で表せる9番目の素数である。1つ前は197、次は277。(オンライン整数列大辞典の数列 A007490)
  - 3つの正の数の立方数の和2通りで表せる最小の数である。次は1009。(オンライン整数列大辞典の数列 A025396)
  - 3つの正の数の立方数の和 n 通りで表せる最小の数である。1つ前の1通りは3、次の3通りは5104。(オンライン整数列大辞典の数列 A025418)
  - 251= 23 + 33 + 63
    - 異なる3つの正の数の立方数の和1通りで表せる13番目の数である。1つ前は244、次は281。(オンライン整数列大辞典の数列 A025399)
    - 異なる3つの正の数の立方数の和で表せる3番目の素数である。1つ前は197、次は281。(オンライン整数列大辞典の数列 A122723)
    - n = 3 のときの 2n + 3n + 6n の値とみたとき1つ前は49、次は1393。(オンライン整数列大辞典の数列 A074528)
- 251 = 23 + 35 と最初の3つの素数を使って表せる。
  - 素数列 p(n) における p(n)p(n+1) + p(n+1)p(n+2) + … + p(n+k)p(n+k+1) の値とみたとき1つ前は8、次は78376。(オンライン整数列大辞典の数列 A138323)
  - n = 3 のときの 2n + n5 の値とみたとき1つ前は36、次は1040。
    - 2n + n5 で表せる2番目の素数である。1つ前は3、次は59561。(オンライン整数列大辞典の数列 A075901)

  - 251 = 35 + 8
    - n = 5 のときの 3n + 8 の値とみたとき1つ前は89、次は737。
      - 3n + 8 の形の4番目の素数である。1つ前は89、次は6569。(オンライン整数列大辞典の数列 A102870)
- 251 = 44 − 4 − 1
  - n = 4 のときの n4 − n − 1 の値とみたとき1つ前は77、次は619。
    - n4 − n − 1 の形で表せる2番目の素数である。1つ前は13、次は619。(オンライン整数列大辞典の数列 A126422)
- 1/251 = 0.00398406374501992031872509960159362549800796812749… (下線部は循環節で長さは50)
  - 逆数が循環小数になる数で循環節が50になる最小の数である。次は502。
  - 循環節が n になる最小の数である。1つ前の49は505885997、次の51は613。(オンライン整数列大辞典の数列 A003060)
- 251 = 72 + 92 + 112
  - 3連続奇数の平方和で表せる数である。1つ前は155、次は371。
  - 251 = 12 + 52 + 152 = 12 + 92 + 132 = 32 + 112 + 112 = 72 + 92 + 112
    - 3つの平方数の和4通りで表せる14番目の数である。1つ前は249、次は254。(オンライン整数列大辞典の数列 A025324)
    - 251 = 12 + 52 + 152 = 12 + 92 + 132 = 72 + 92 + 112
      - 異なる3つの平方数の和3通りで表せる16番目の数である。1つ前は245、次は257。(オンライン整数列大辞典の数列 A025341)
- 各位の和が8になる23番目の数である。1つ前は242、次は260。
  - 各位の和が8になる数で素数になる6番目の数である。1つ前は233、次は431。(オンライン整数列大辞典の数列 A062343)
- 各位の積が10になる6番目の数である。1つ前は215、次は512。(オンライン整数列大辞典の数列 A199990)
  - 各位の積が10になる数で最小の素数である。次は521。(オンライン整数列大辞典の数列 A107696)
- 251 = 28 − 5
  - n = 8 のときの 2n − 5 の値とみたとき1つ前は59、次は1019。(オンライン整数列大辞典の数列 A168616)
    - 2n − 5 の形の4番目の素数である。1つ前は59、次は1019。(オンライン整数列大辞典の数列 A156560)
- 251 = 63 + 62 − 1
  - n = 6 のときの n3 + n2 − 1 の値とみたとき1つ前は149、次は391。(オンライン整数列大辞典の数列 A003777)

## その他 251 に関連すること
- 西暦251年
- JR東日本251系電車
- 第251代ローマ教皇はピウス7世（在位：1800年3月14日～1823年8月20日）である。
- 年始から数えて251日目は9月8日（閏年では252日目）。
- Sd Kfz 251は、ドイツのハノマーク社が1937年から開発を開始した装甲兵員輸送車の制式番号。
- 大相撲力士の日本人関取の最重量記録は、山本山の251kg。
- 作品に関すること
  - 『ポケットモンスター 金・銀』までに登場したポケモンの総数。
  - レストアガレージ251車屋夢次郎 - 次原隆二のマンガ。251はニコイチと読む。